# Finis E. Downing

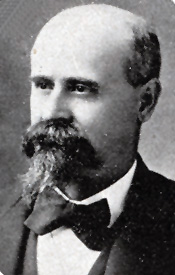
Finis E. Downing (1896)

Finis Ewing Downing (* 24. August 1846 in Virginia, Illinois; † 8. März 1936 ebenda) war ein US-amerikanischer Politiker.

## Leben
Zwischen 1864 und 1880 war Downing geschäftlich in den Städten Virginia und Butler, Missouri tätig. In dieser Zeit bekleidete er von 1878 bis 1880 das Amt des Bürgermeisters von Virginia. Von 1880 bis 1892 arbeitete Downing als Angestellter am Berufungsgericht des Cass County. Er studierte Jura, wurde 1887 in die Anwaltschaft aufgenommen und begann danach in seiner Heimatstadt zu praktizieren. Von 1891 bis 1897 betätigte er sich im Zeitungsgewerbe.
Downing wurde als Demokrat in den 54. Kongress gewählt und vertrat dort vom 4. März 1895 bis zum 5. Juni 1896 seinen Heimatbundesstaat. Die verkürzte Amtszeit kam zustande, da der Republikaner John I. Rinaker Downings Wahl in den Kongress erfolgreich angefochten hatte und nun dessen Sitz einnahm.
Bei den folgenden Kongresswahlen wurde Downing nicht mehr von seiner Partei nominiert und auch seine Bewerbung um den Posten des Secretary of State von Illinois im selben Jahr blieb erfolglos. Er begann nun wieder in Virginia in seinem früheren Beruf zu praktizieren. Downing starb 1936 in Virginia und wurde auf dem Walnut Ridge Cemetery beigesetzt.